# Antonio della Corna
Antonio della Corna (* um 1450–1455; † um 1500) war ein italienischer Maler.

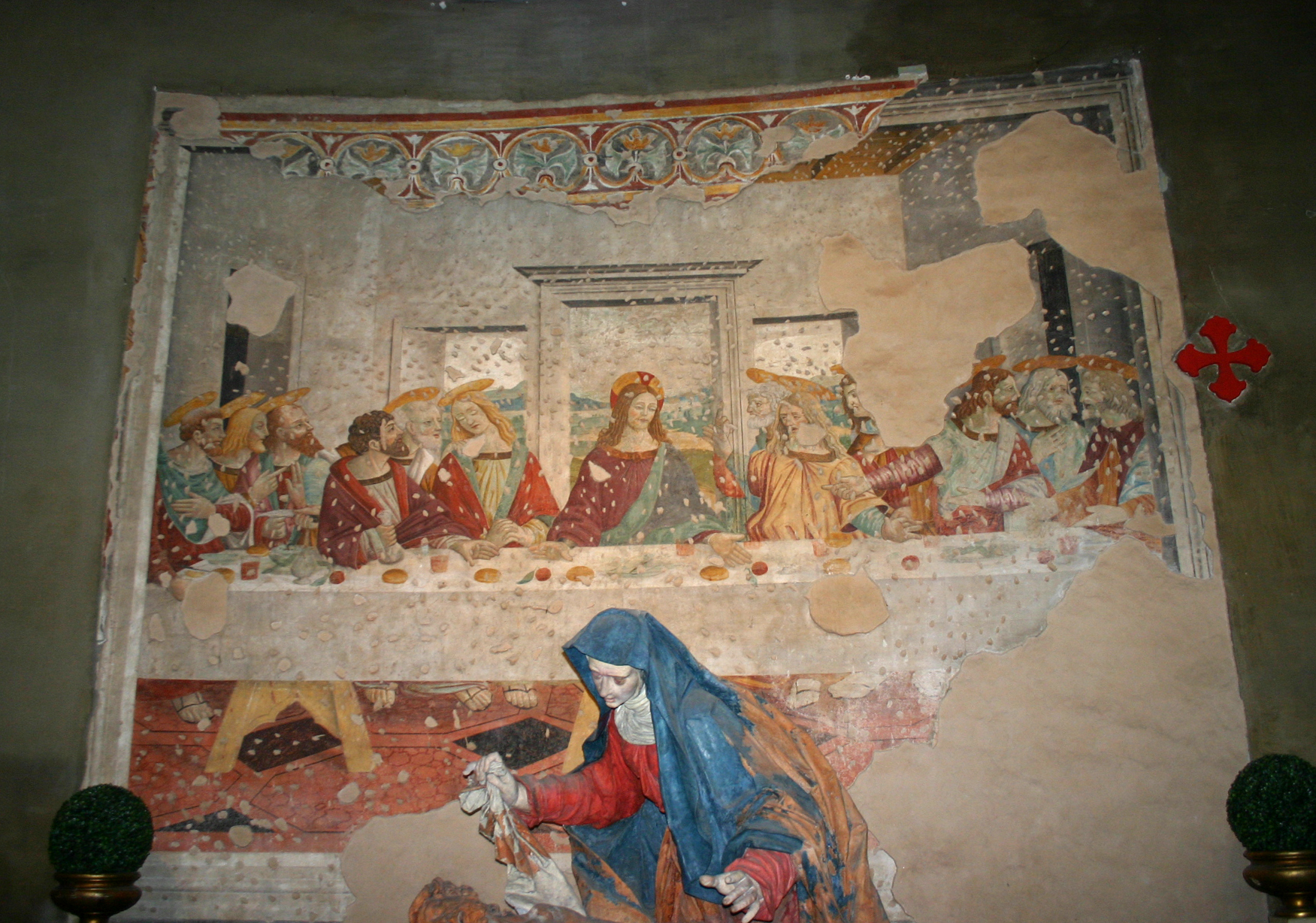
Letztes Abendmahl, Antonio della Corna zugeschrieben, San Lorenzo Maggiore (Mailand)

## Leben
Antonio della Corna, war der Sohn von Giorgio (vermutlich mit einem 1472 urkundlich erwähnten Maler identifizierbar) und von Francesca de Ho. Seine genauen Geburts- und Todesdaten sind nicht bekannt. Einige Historiker geben Cremona oder Soncino als Geburtsort an, dies ist jedoch nicht gesichert.
Im Jahr 1482 unterzeichnete er einen Vertrag mit den Vorständen der Scuola dei battuti del Cistello (= Schule der Glasschleifer) über ein Altarbild für den Altar der genannten Schule in der Kirche San Michele Vecchio. Aus dieser notariellen Urkunde geht auch seinen Wohnort (San Giovanni Nuovo, ein Stadtteil von San Michele Vecchio, einer Kleinstadt in der Nähe von Venedig) hervor und dass er an einem weiteren Altarbild in San Ippolito arbeiten sollte. Sein Ruhm war auf jeden Fall beträchtlich und daher wurde er 1490 von Ludovico Sforza, anlässlich seiner Heirat mit Beatrice d’Este, zusammen mit Antonio da Piadena und Alessandro Pampurino, mit der Ausschmückung des Castello di Porta Giovia in Mailand beauftragt.
In der Schwarzenberg-Sammlung in Wien befindet sich ein 1478 signiertes Bild, das den „Mord an den Eltern aus der Legende des hl. Julianus“ darstellt.
Das zweite signierte Werk stammt aus dem Jahr 1494: das Triptychon in der Sammlung Bagatti Valsecchi in Mailand.

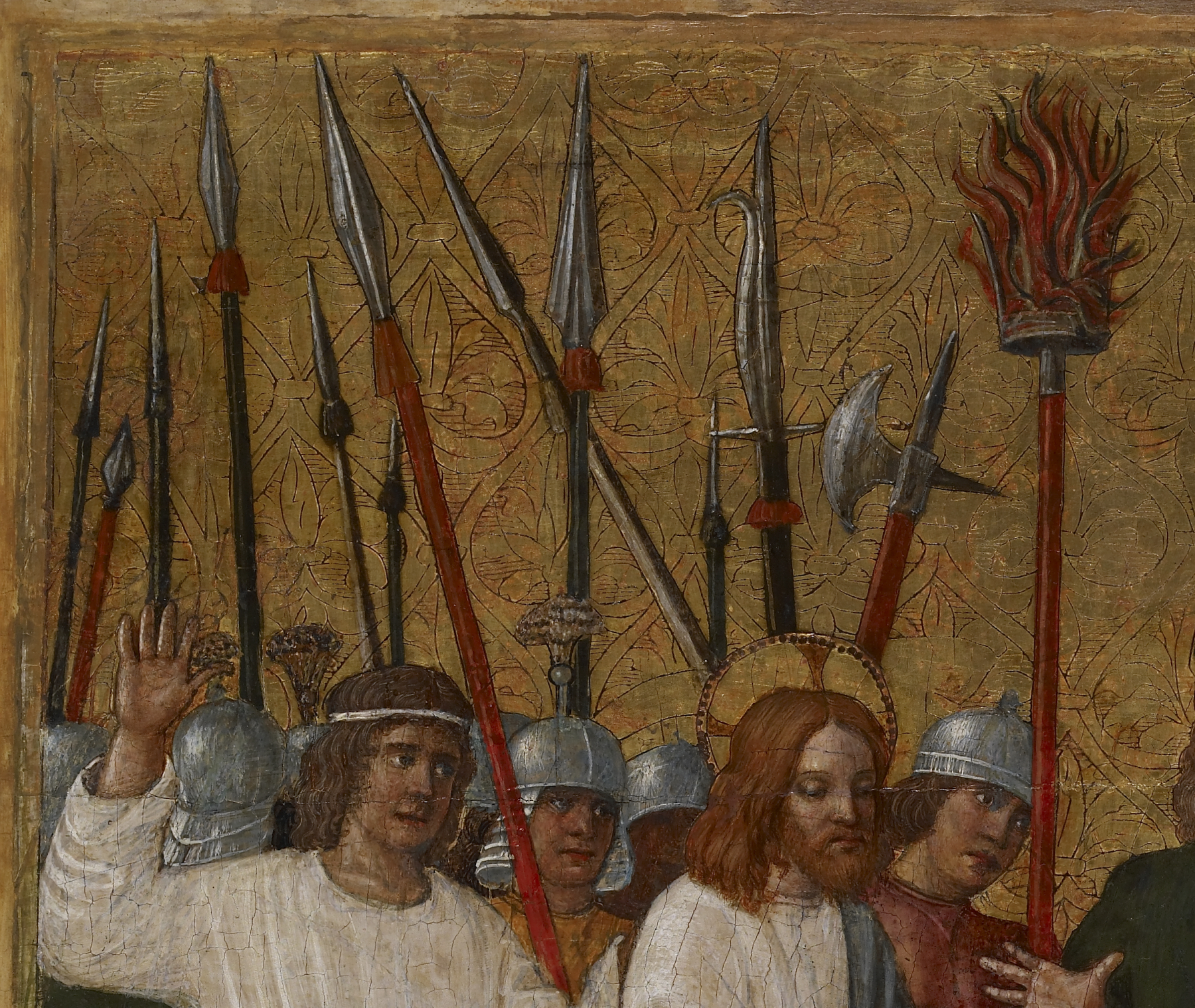
Antonio della Corna, Christus vor Kaiphas, Walters Art Museum Baltimore

Della Corna werden außerdem einige Fresken (1498) (verschiedene Heiligenfiguren, eine Geburt und eine Verkündigung.) sowie das Polyptychon der Barmherzigkeit in der Kirche Sant’Andrea di Asola in der Provinz Mantua zugeschrieben.